# Melvin Booker
Melvin Jermaine Booker (Pascagoula, 20 agosto 1972) è un ex cestista statunitense, professionista nella NBA, in Italia, Turchia e Russia.

## Biografia
È il padre di Devin, cestista NBA All-Star nonché campione olimpico. Entrambi, sia padre che figlio, hanno giocato contro Kobe Bryant e Kevin Garnett nelle rispettive carriere NBA.

## Carriera
Dopo la trafila universitaria e dopo aver calcato i campi della lega minore CBA, Booker fa il suo esordio in NBA nel 1996 con la casacca degli Houston Rockets. Nel periodo immediatamente seguente continua ad alternarsi tra CBA e NBA (scendendo in campo anche tra le file di Denver Nuggets e Golden State Warriors).
Il 1997 è l'anno dell'approdo in Europa, alla Scavolini Pesaro, ma una frattura al piede destro gli pregiudica la stagione costringendolo ad un lungo stop. L'anno successivo resta in Italia con l'ingaggio da parte dell'Olimpia Milano, dove segna 16,5 punti di media a partita. Terminata quell'annata fa ritorno a Pesaro, dove rimane per ulteriori tre anni: nel corso della stagione 2000-01 ritrova DeMarco Johnson, già suo compagno di squadra ai tempi di Milano, e disputa anche la Suproleague.
Dal 2002 al 2004 è di scena in Turchia con la maglia dell'Ülker, giocando anche in Eurolega durante entrambe le annate. Dal campionato turco, nell'estate 2004 passa a quello russo dove trascorre un triennio al Khimki, club con cui raggiunge e perde la finale di FIBA EuroCup 2005-2006 condividendo la cabina di regia con l'italiano Gianmarco Pozzecco.
Nel 2007 torna all'Olimpia Milano in quella che è la sua ultima stagione in carriera.

## Palmarès

### Squadra
- Coppa di Turchia: 2

Ülkerspor: 2002-03, 2003-04
- Coppa del Presidente: 2

Ülkerspor: 2002, 2003

### Individuale
- NCAA AP All-America Second Team (1994)